# (18533) 1996 XJ6
1996 أكس جاي 6 (ويعرف أيضًا باسم (18533) 1996 أكس جاي 6 وفق تسمية الكوكب الصغير) (بالإنجليزية: 1996 XJ6)‏ هو كويكب ضمن حزام الكويكبات؛ وترتيبه 18533 من حيث الاكتشاف.
اكتُشف هذا الجُرم الفلكي بواسطة تاكيشي أوراتا ‏ في 3 ديسمبر 1996.

## وصلات خارجية
- (18533) 1996 XJ6 في قاعدة بيانات مختبر الدفع النفاث لأجرام النظام الشمسي الصغيرة

- الاكتشاف · مخطط المدار ·  العناصر المدارية · المعلمات المادية

- (18533) 1996 XJ6 على موقع ويكي سكاي: DSS2, SDSS, GALEX, IRAS, Hydrogen α, X-Ray, Astrophoto, Sky Map, Articles and images